# Hermanos Penitentes (Nuevo México)
Los Hermanos de la Fraternidad Piadosa de Nuestro Padre Jesús Nazareno, también conocidos como Los Penitentes, Los Hermanos Penitentes o Penitente Brotherhood son una cofradía de católicos hispanoamericanos. Comenzaron su actividad a comienzos del siglo XIX y siguen presentes en el norte de Nuevo México y sur de Colorado. Mantienen sus reuniones en espacios más o menos clandestinos conocidos como moradas.

## Afiliación
Aunque sus tradiciones han cambiado con el paso de las décadas, generalmente se necesitan lazos de sangre para pertenecer a la Hermandad. Son pocos los elegidos que acaban formando parte de la organización. La iniciación ha de solicitarse al Hermano Mayor, al secretario o a algún otro miembro de la respectiva morada. Tras ser sometidos a un proceso de selección exhaustivo, los nuevos miembros son instruidos acerca de los ritos de iniciación que han de superar para formar parte de la cofradía, muchos de los cuales tienen que ver con la autoflagelación, la humillación ante Dios o el ejercicio de penitencia.

## Historia
Los Penitentes comenzaron su actividad a comienzos del siglo XIX, durante los últimos años de gobierno español en Santa Fe de Nuevo México. En esos años, al norte de la provincia, se construyeron capillas privadas, muchas de las cuales sirvieron a la Hermandad para reunirse y realizar rituales basados en los castigos corporales (que incluían la autoflagelación, las marchas de penitencia o los ritos de crucifixión durante el Viernes Santo). 
Tras la independencia de México de España en 1821, las autoridades de la Iglesia en México retiraron a los misioneros franciscanos, dominicos y jesuitas de sus provincias, reemplazándolos con sacerdotes seculares. Sin embargo, no lograron reemplazar a los misioneros con un número igual de sacerdotes. 
Esta ausencia de sacerdotes propició que los hombres de esas comunidades se siguieran reuniendo en ausencia de un referente religioso y crearan comunidades cerradas, aisladas, que conmemoraban el espíritu de la penitencia y la Pasión de Cristo. Se reunían en casas conocidas como moradas , en las que celebraban ritos relacionados con el autocastigo. En dichas moradas cantaban sus particulares canciones, conocidas como alabados. A medida que las sociedades mexicana y estadounidense conocieron estas ceremonias trataron de acabar con ellas, alarmadas por la violencia de sus manifestaciones religiosas.
A finales del siglo XIX, el arzobispo Jean Baptiste Lamy y su sucesor, Jean Baptiste Salpointe, intentaron sin éxito suprimir la hermandad en su intento de "americanización" de la Iglesia en el territorio. Esto llevó a sus miembros a la clandestinidad: muchos de ellos buscaron refugio en pueblos aislados y zonas remotas del estado de Nuevo México, donde mantuvieron sus tradiciones vivas durante décadas. Por esta razón, a veces se describe a Los Penitentes como una “sociedad secreta”.
En junio de 1946, Miguel Archibeque inició su mandato como el primer Hermano Supremo Arzobispal de la Hermandad. Llegó entonces a un acuerdo con el obispo Edwin V. Byrne para que la organización volviese a ser reconocida por la Iglesia. Continuó así su dedicación y compromiso con el territorio del norte de Nuevo México, disminuyendo el número de rituales religiosos relacionados con la autoviolencia y aumentando su compromiso con los actos de caridad comunitaria. Archibeque sirvió en la Hermandad hasta 1960 cuando fue reemplazado por el tercer Hermano Supremo Arzobispal, M. Santos Meléndez, procedente de Mora, Nuevo México.

## Cultura
La novela de Willa Cather de 1927 La muerte viene para el arzobispo incluye referencias y escenas de los Penitentes y sus ritos clandestinos. 
En la novela de Santiago Mazarro de 2024 "Los muertos de Río Grande", un thriller histórico ambientado en Nuevo México, los Penitentes son uno de los motores principales de la trama. 
En la novela Un mundo feliz, los Penitentes aparecen en uno de los capítulos.  También se los compara con salvajes en el prólogo de 1946 de Aldous Huxley . 
La película de 1936 Lash of the Penitentes combina imágenes antiguas de los ritos de autoflagelación de los Penitentes con imágenes sobre un homicidio.  
La novela Dayspring (1945) de Harry Sylvester narra la historia de un antropólogo que estudia los actos violentos de los Penitentes. 
El Fraile Angélico Chávez tituló su libro sobre Nuevo México My Penitente Land.

## Otras lecturas
- De Aragón, Ray John. he Penitentes of New Mexico (Sunstone Press, 2006).
- Aranda, Charles (1974) The Penitente Papers.
- Carroll, Michael P. The Penitente Brotherhood: Patriarchy and Hispano-Catholicism in New Mexico (Johns Hopkins University Press, 2002).
- Chávez, Fray Angélico. "Los Penitentes de Nuevo México". Reseña histórica de Nuevo México 29.2 (1954): 97.
- Espinosa, J. Manuel. "El origen de los penitentes de Nuevo México: separando la realidad de la ficción". Revisión histórica católica 79#3 (1993): 454-477. en JSTOR
- Weigle, Marta . Hermanos de Luz, Hermanos de Sangre (2007).

- Datos: Q7163037